# Ghatanothoa
Ghatanothoa è uno dei Grandi Antichi appartenente all'universo lovecraftiano. Compare per la prima volta nel racconto intitolato Dagli eoni (Out of the Aeons) (1935), scritto da Howard Phillips Lovecraft e Hazel Heald.

## Descrizione
Ghatanothoa è un Grande Antico. Il suo aspetto è così orribile che chiunque lo veda (o veda anche solo una perfetta replica del suo corpo, come per esempio una statuetta) viene pietrificato, come fosse un orrendo ibrido fossile-mummia vivente. La vittima rimane per sempre immobilizzata: il corpo mantiene una consistenza alternata tra pietrificato e mummificato, tutti gli organi interni continuano normalmente a funzionare, e anche la mente è perfettamente cosciente, condannando lo sventurato a una lenta ma sicura discesa negli abissi della follia. Solo la distruzione del cervello della vittima la può liberare da quella prigione infernale.
Ghatanothoa sarebbe intrappolato sotto il Monte Yaddith, che si eleva nell'oramai affondato continente di Mu. Questo dio dimorava sul pianeta Yuggoth (identificato poi come Plutone), ed è stato invocato sulla Terra dall'antica razza aliena dei Mi-go, che costruirono una colossale fortezza in cima al Monte Yaddith-Gho, e qui intrappolarono Ghatanothoa. 
S. T. Joshi, uno studioso delle opere di Lovecraft, non crede che gli alieni coinvolti nell'evocazione della divinità siano i Mi-go. Nel suo saggio Lovecraft's Other Planets, Joshi afferma che queste creature sono una razza originaria di Yuggoth, molto più antica dei Mi-go. Citando il racconto di Lovecraft intitolato Colui che sussurrava nelle tenebre (1931), Joshi nota che gli edifici presenti su Yuggoth "erano stati costruiti da una qualche razza estinta e dimenticata" prima della venuta dei Mi-go. Joshi conclude che questi esseri sono la progenie aliena dell'oscuro pianeta Yuggoth (come scritto in Dall'abisso del tempo) che evocò Ghatanothoa sulla Terra.
Ghatanothoa fa parte del pantheon delle popolazioni di Mu, che come già scritto è un continente che sarebbe sprofondato migliaia di anni fa nei mari dell'Oceano Pacifico. È un dio malvagio e imponeva agli abitanti di Mu dei sacrifici umani in suo onore, minacciandoli di scendere dalla montagna in cui dimora per seminare morte e devastazione se i suoi desideri non fossero stati esauditi. I sacerdoti di Ghatanothoa, sfruttando tale terribile minaccia, riuscirono a ottenere molto potere, sia politico che sociale, e infatti il loro capo riuscì a rendere un semplice fantoccio persino il re di Mu.
Molti hanno tentato invano di sconfiggere Ghatanothoa; fra di loro c'è T'yog, il sacerdote supremo di Shub-Niggurath, la cui storia è raccontata nell'immaginario libro maledetto Unaussprechlichen Kulten (Culti innominabili) scritto dall'altrettanto immaginario scrittore Friedrich von Junzt. T'yog, grazie a una pergamena donatagli dal dio Shub-Niggurath, poteva essere protetto dai poteri della diabolica entità. I sacerdoti di Ghatanothoa, temendo di perdere i loro poteri e di vedere scatenata l'ira del dio nel caso in cui T'yog non fosse riuscito a sconfiggerlo, decisero di sostituirgli la pergamena con un falso. L'eroe partì quindi per la montagna dove dimorava Ghatanothoa senza avere il minimo sospetto dell'inganno, e non tornò più dal suo viaggio. Questa vicenda, stando a quanto dice von Juntz, si svolse nell'"Anno della Luna Rossa", cioè nell'anno 173148 a.C.

## Descrizione fisica
La divinità si presenta come un enorme polpo informe, con numerosi occhi neri e miriadi di tentacoli.
Probabilmente, ha dei legami di parentela con la divinità Cthulhu.

## Altre connessioni coi miti
Nel Ciclo di Xothic di Lin Carter, Ghatanothoa è il primogenito di Cthulhu; i suoi fratelli, in ordine di nascita, sono Ythogtha, Zoth-Ommog e Cthylla. Colin Wilson collega Ghatanothoa alla razza aliena rettiliana dei Lloigor, che sarebbe servitrice del dio.

## Riferimenti culturali
Ghatanothoa, detto anche Dio del vulcano, ha la capacità di pietrificare le persone: questa sua caratteristica potrebbe essere stata ispirata dalle vicende storiche del Vesuvio, un vulcano che eruttò in epoca antica, intrappolando molti abitanti della vicina città di Pompei nella lava, uccidendoli e trasformandoli in vere e proprie statue di roccia vulcanica.
La capacità di pietrificare di Ghatanothoa ricorda anche i poteri di Medusa, figura mitologica dell'antica Grecia.